# HD 136418
HD 136418 — одиночная звезда в созвездии Волопаса на расстоянии приблизительно 342 световых лет (около 105 парсек) от Солнца. Видимая звёздная величина звезды — +7,88m. Возраст звезды определён как около 5 млрд лет.
Вокруг звезды обращается, как минимум, одна планета.

## Характеристики
HD 136418 — жёлтая звезда спектрального класса G5. Масса — около 1,33 солнечной, радиус — около 3,91 солнечных, светимость — около 8,339 солнечных. Эффективная температура — около 4989 K.

## Планетная система
В 2010 году командой астрономов из обсерватории Кек было объявлено об открытии планеты HD 136418 b. Планета представляет собой газовый гигант, по массе превосходящий Юпитер вдвое. Она обращается на расстоянии 1,32 а.е. от родительской звезды, совершая полный оборот за 464 суток. Открытие было совершено методом Доплера.
В 2019 году учёными, анализирующими данные проектов HIPPARCOS и Gaia, у звезды обнаружена планета HIP 74961 c.